# Марзалюк Василіса Олександрівна
Василіса Олександрівна Марзалюк (біл. Васіліса Аляксандраўна Марзалюк; нар. 23 червня 1987, Логойськ, Мінська область) — білоруська борчиня вільного стилю, срібна та триразова бронзова призерка чемпіонатів світу, чотириразова бронзова, та дворазова срібна призерка чемпіонатів Європи, дворазова чемпіонка Європейських ігор, учасниця двох Олімпійських ігор. Заслужений майстер спорту Білорусі.

## Біографія
Боротьбою займається з 1999 року. Була чемпіонкою та бронзовою призеркою чемпіонатів світу серед юніорів, срібною призеркою чемпіонату Європи серед юніорів, дворазовою бронзовою призеркою чемпіонатів Європи серед кадетів. У 2006 була дискваліфікована на два роки за вживання заборонених препаратів.

## Спортивні результати на міжнародних змаганнях

### Виступи на Олімпіадах
| Змагання                    | Збірна   | Вагова категорія          | Місце |
| --------------------------- | -------- | ------------------------- | ----- |
| Літні Олімпійські ігри 2012 | Білорусь | жіноча боротьба, до 72 кг | 5     |
| Літні Олімпійські ігри 2016 | Білорусь | жіноча боротьба, до 75 кг | 5     |

### Виступи на Чемпіонатах світу
| Змагання                        | Збірна   | Вагова категорія          | Місце  |
| ------------------------------- | -------- | ------------------------- | ------ |
| Чемпіонат світу з боротьби 2005 | Білорусь | жіноча боротьба, до 72 кг | 16     |
| Чемпіонат світу з боротьби 2006 | Білорусь | жіноча боротьба, до 72 кг | 5      |
| Чемпіонат світу з боротьби 2009 | Білорусь | жіноча боротьба, до 72 кг | 16     |
| Чемпіонат світу з боротьби 2010 | Білорусь | жіноча боротьба, до 72 кг | 14     |
| Чемпіонат світу з боротьби 2011 | Білорусь | жіноча боротьба, до 72 кг | Бронза |
| Чемпіонат світу з боротьби 2012 | Білорусь | жіноча боротьба, до 72 кг | Бронза |
| Чемпіонат світу з боротьби 2013 | Білорусь | жіноча боротьба, до 72 кг | 20     |
| Чемпіонат світу з боротьби 2014 | Білорусь | жіноча боротьба, до 75 кг | 11     |
| Чемпіонат світу з боротьби 2015 | Білорусь | жіноча боротьба, до 75 кг | Бронза |
| Чемпіонат світу з боротьби 2017 | Білорусь | жіноча боротьба, до 75 кг | Срібло |
| Чемпіонат світу з боротьби 2018 | Білорусь | жіноча боротьба, до 76 кг | 14     |
| Чемпіонат світу з боротьби 2019 | Білорусь | жіноча боротьба, до 76 кг | 23     |

### Виступи на Чемпіонатах Європи
| Змагання                         | Збірна   | Вагова категорія          | Місце  |
| -------------------------------- | -------- | ------------------------- | ------ |
| Чемпіонат Європи з боротьби 2005 | Білорусь | жіноча боротьба, до 72 кг | Бронза |
| Чемпіонат Європи з боротьби 2006 | Білорусь | жіноча боротьба, до 72 кг | 8      |
| Чемпіонат Європи з боротьби 2007 | Білорусь | жіноча боротьба, до 72 кг | 9      |
| Чемпіонат Європи з боротьби 2010 | Білорусь | жіноча боротьба, до 72 кг | 8      |
| Чемпіонат Європи з боротьби 2011 | Білорусь | жіноча боротьба, до 72 кг | Срібло |
| Чемпіонат Європи з боротьби 2012 | Білорусь | жіноча боротьба, до 72 кг | 7      |
| Чемпіонат Європи з боротьби 2013 | Білорусь | жіноча боротьба, до 72 кг | Бронза |
| Чемпіонат Європи з боротьби 2014 | Білорусь | жіноча боротьба, до 75 кг | Срібло |
| Чемпіонат Європи з боротьби 2016 | Білорусь | жіноча боротьба, до 75 кг | Бронза |
| Чемпіонат Європи з боротьби 2017 | Білорусь | жіноча боротьба, до 75 кг | 5      |
| Чемпіонат Європи з боротьби 2018 | Білорусь | жіноча боротьба, до 76 кг | Бронза |
| Чемпіонат Європи з боротьби 2020 | Білорусь | жіноча боротьба, до 76 кг | 5      |

### Виступи на Європейських іграх
| Змагання              | Збірна   | Вагова категорія          | Місце  |
| --------------------- | -------- | ------------------------- | ------ |
| Європейські ігри 2015 | Білорусь | жіноча боротьба, до 75 кг | Золото |
| Європейські ігри 2019 | Білорусь | жіноча боротьба, до 76 кг | Золото |

### Виступи на Кубках світу
| Змагання                    | Збірна   | Вагова категорія          | Місце |
| --------------------------- | -------- | ------------------------- | ----- |
| Кубок світу з боротьби 2007 | Білорусь | жіноча боротьба, до 72 кг | 5     |
| Кубок світу з боротьби 2018 | Білорусь | команда                   | 6     |

### Виступи на інших змаганнях
| Змагання                                        | Збірна   | Вагова категорія               | Місце  |
| ----------------------------------------------- | -------- | ------------------------------ | ------ |
| Чемпіонат світу з боротьби серед студентів 2005 | Білорусь | жіноча боротьба, до 72 кг      | 5      |
| Klippan Lady Open 2006                          | Білорусь | жіноча боротьба, до 72 кг      | 5      |
| Гран-прі Німеччини з боротьби 2006              | Білорусь | жіноча боротьба, до 72 кг      | Бронза |
| Austrian Ladies Open 2006                       | Білорусь | жіноча боротьба, до 72 кг      | Бронза |
| Золотий Гран-прі з боротьби 2006                | Білорусь | жіноча боротьба, до 72 кг      | 5      |
| Гран-прі Німеччини з боротьби 2007              | Білорусь | жіноча боротьба, до 72 кг      | 5      |
| Гран-прі Німеччини з боротьби 2009              | Білорусь | жіноча боротьба, до 72 кг      | 11     |
| Гран-прі Німеччини з боротьби 2010              | Білорусь | жіноча боротьба, до 72 кг      | Бронза |
| Міжнародний меморіал Дейва Шульца 2011          | Білорусь | жіноча боротьба, до 72 кг      | 4      |
| Турнір Олександра Медведя 2011                  | Білорусь | жіноча боротьба, до 72 кг      | Срібло |
| Відкритий чемпіонат Польщі з боротьби 2011      | Білорусь | жіноча боротьба, до 72 кг      | 7      |
| Київський Міжнародний турнір з боротьби 2012    | Білорусь | жіноча боротьба, до 72 кг      | Золото |
| Гран-прі Німеччини з боротьби 2012              | Білорусь | жіноча боротьба, до 72 кг      | Золото |
| Відкритий чемпіонат Польщі з боротьби 2012      | Білорусь | жіноча боротьба, до 72 кг      | Срібло |
| Турнір Олександра Медведя 2012                  | Білорусь | жіноча боротьба, до 72 кг      | Золото |
| Гран-прі «Іван Яригін» 2013                     | Білорусь | жіноча боротьба, до 72 кг      | Бронза |
| Київський Міжнародний турнір з боротьби 2013    | Білорусь | жіноча боротьба, до 72 кг      | Бронза |
| Турнір Олександра Медведя 2013                  | Білорусь | жіноча боротьба, до 72 кг      | Бронза |
| Гран-прі Німеччини з боротьби 2013              | Білорусь | жіноча боротьба, до 72 кг      | Золото |
| Гран-прі Іспанії з боротьби 2013                | Білорусь | жіноча боротьба, до 72 кг      | Срібло |
| Меморіал Вацлава Циолковського 2013             | Білорусь | жіноча боротьба, до 72 кг      | 7      |
| Золотий Гран-прі з боротьби 2013 (Баку)         | Білорусь | жіноча боротьба, до 72 кг      | 8      |
| Гран-прі «Іван Яригін» 2014                     | Білорусь | жіноча боротьба, до 75 кг      | Срібло |
| Турнір Олександра Медведя 2014                  | Білорусь | жіноча боротьба, до 75 кг      | Золото |
| Гран-прі Німеччини з боротьби 2014              | Білорусь | жіноча боротьба, до 75 кг      | Срібло |
| Гран-прі Іспанії з боротьби 2014                | Білорусь | жіноча боротьба, до 75 кг      | Золото |
| Золотий Гран-прі з боротьби 2014 (Баку)         | Білорусь | жіноча боротьба, до 75 кг      | Бронза |
| Відкритий чемпіонат Польщі з боротьби 2014      | Білорусь | жіноча боротьба, до 75 кг      | Срібло |
| Вогні Москви 2014                               | Білорусь | жіноча боротьба, до 75 кг      | 4      |
| Гран-прі «Іван Яригін» 2015                     | Білорусь | жіноча боротьба, до 75 кг      | 5      |
| Турнір Олександра Медведя 2015                  | Білорусь | жіноча боротьба, до 75 кг      | Золото |
| Гран-прі Німеччини з боротьби 2015              | Білорусь | жіноча боротьба, до 75 кг      | 11     |
| Відкритий чемпіонат Польщі з боротьби 2015      | Білорусь | жіноча боротьба, до 75 кг      | 13     |
| Pro Wrestling League 2015                       | Білорусь | команда                        | Бронза |
| Турнір Олександра Медведя 2016                  | Білорусь | жіноча боротьба, до 75 кг      | Золото |
| Гран-прі Німеччини з боротьби 2016              | Білорусь | жіноча боротьба, до 75 кг      | Срібло |
| Відкритий чемпіонат Польщі з боротьби 2016      | Білорусь | жіноча боротьба, до 75 кг      | Золото |
| Pro Wrestling League 2017                       | Білорусь | команда                        | Золото |
| Київський Міжнародний турнір з боротьби 2017    | Білорусь | жіноча боротьба, до 75 кг      | Бронза |
| Відкритий чемпіонат Польщі з боротьби 2017      | Білорусь | жіноча боротьба, до 75 кг      | Срібло |
| Pro Wrestling League 2018                       | Білорусь | команда                        | 4      |
| Відкритий чемпіонат Польщі з боротьби 2018      | Білорусь | жіноча боротьба, до 76 кг      | Бронза |
| Гран-прі «Іван Яригін» 2019                     | Білорусь | жіноча боротьба, до 76 кг      | Срібло |
| Турнір Дана Колова — Николи Петрова 2019        | Білорусь | жіноча боротьба, до 76 кг      | 15     |
| Київський Міжнародний турнір з боротьби 2019    | Білорусь | жіноча боротьба, до 76 кг      | Золото |
| Турнір міста Сассарі з боротьби 2019            | Білорусь | жіноча боротьба, до 76 кг      | 7      |
| Турнір Олександра Медведя 2019                  | Білорусь | Турнір Олександра Медведя 2019 | Золото |
| Турнір Маттео Пелліцоне 2020                    | Білорусь | Турнір Маттео Пелліцоне 2020   | 5      |

### Виступи на змаганнях молодших вікових груп
| Змагання                                       | Збірна   | Вагова категорія          | Місце  |
| ---------------------------------------------- | -------- | ------------------------- | ------ |
| Чемпіонат Європи з боротьби серед кадетів 2002 | Білорусь | жіноча боротьба, до 65 кг | 7      |
| Чемпіонат Європи з боротьби серед кадетів 2003 | Білорусь | жіноча боротьба, до 65 кг | Бронза |
| Чемпіонат Європи з боротьби серед кадетів 2004 | Білорусь | жіноча боротьба, до 70 кг | Бронза |
| Чемпіонат Європи з боротьби серед юніорів 2004 | Білорусь | жіноча боротьба, до 72 кг | 5      |
| Чемпіонат світу з боротьби серед юніорів 2005  | Білорусь | жіноча боротьба, до 72 кг | Бронза |
| Чемпіонат Європи з боротьби серед юніорів 2005 | Білорусь | жіноча боротьба, до 72 кг | 7      |
| Чемпіонат Європи з боротьби серед юніорів 2006 | Білорусь | жіноча боротьба, до 72 кг | Срібло |
| Чемпіонат світу з боротьби серед юніорів 2006  | Білорусь | жіноча боротьба, до 72 кг | Золото |